# Nuestra Señora del Carmen (Málaga)
Nuestra Señora del Carmen es un barrio perteneciente al distrito Cruz de Humilladero de la ciudad andaluza de Málaga, España. Según la delimitación oficial del ayuntamiento, limita al norte y al oeste con el barrio de Polígono Carretera de Cártama; al este, con el barrio Núcleo General Franco; y al sur, con los barrios de La Asunción y San Rafael.

## Transporte
En autobús queda conectado mediante las siguientes líneas de la EMT: 
| Línea | Trayecto                                             | Recorrido | Frecuencia                                     |
| ----- | ---------------------------------------------------- | --------- | ---------------------------------------------- |
| 4     | Paseo del Parque - Cortijo Alto (Ciudad de Justicia) | Recorrido | 11-12 minutos                                  |
| 15    | La Virreina - Santa Paula                            | Recorrido | 11-12 minutos                                  |
| 22    | Avda. Molière - Universidad                          | Recorrido | 10 minutos (16-18 minutos en época no lectiva) |
| 31    | Alameda Principal - Mainake                          | Recorrido | 18-25 minutos                                  |
| N2    | Plaza de la Marina - Circular                        | Recorrido | 50-55 minutos                                  |